# Museo del Ferrocarril del Oro
El Museo del Ferrocarril del Oro se encuentra localizado en la población del mismo nombre, en el Estado de México. La población de El Oro de Hidalgo se considera un referente importante dentro de la historia minera y ferroviaria de México, por lo que desde el 2011 recibió el título de Pueblo mágico. El museo tiene como sede la antigua estación del Oro y alberga maquinaria, archivo fotográfico y documental y mobiliario que se conserva de la época.

## Historia
La construcción del ferrocarril México-Toluca comenzó su construcción en el año de 1877, durante el periodo del porfiriato, y fue finalmente inaugurado en 1882. 
Posteriormente se agregaron los ferrocarriles que conectaban a Tultengo con el Oro, San Onofre y Yondeje, lo que se consideró de importancia para el crecimiento y comunicación de las mineras El Oro Maning y Rayway Company con el resto de la red ferroviaria de todo el país. Esto significó también un medio de comunicación significativo para la región.
A este servicio ferroviario se agregó una línea directa de El Oro-México, la cual estuvo en operación hasta 1942 cuando comenzó la construcción de la red carretera que comprende El Oro-Atlacomulco.

## Museo del Ferrocarril
El Museo forma parte del patrimonio cultural ferrocarrilero de México por lo que se adhirió a la Red Nacional de Espacios Culturales y Museos Ferrocarrileros. 
Se encuentra en el centro histórico del Oro de Hidalgo, en la avenida del ferrocarril y sus instalaciones integran, además de la antigua estación, a la bodega y el escape. A partir del Terremoto de Puebla de 2017, se creó una sala en el interior de la estación, con la finalidad de conceptualizar los objetos, realizar un guion museográfico y la museografía, con la asesoría del Museo Nacional de los Ferrocarriles Mexicanos.